# 联合国安全理事会
联合国安全理事会（简称联合国安理会、安全理事会、安理会），是联合国的六大主要机构之一。根据《联合国宪章》的宗旨及原则，安理会负有维持国际和平与安全的责任，在聯合國規章是唯一有权采取强制行动的聯合國機構，其權力包括進行維和行動、實施國際制裁和授權採取軍事行動等。其中五大常任理事國各拥有對非程序事項之決議的一票否決權。安理會會議廳位於紐約聯合國總部。

## 职权
根据《联合国宪章》，安全理事会具有下列职能和权力：
- 依照联合国的宗旨和原则来维护国际和平与安全；
- 调查可能引起国际摩擦的任何争端或局势；
- 建议调解这些争端的方法或解决条件；
- 制定计划以处理对和平的威胁或侵略行为，并建议应采取的行动；
- 促请各会员国实施经济制裁和除使用武力以外的其他措施以防止或制止侵略；
- 对侵略者采取军事行动；
- 就接纳新会员国以及各国加入《国际法院规约》的条件提出建议；
- 在“战略地区”行使联合国的托管职能；
- 就秘书长的任命向联合国大会提出建议，并与大会共同选举国际法院的法官。但事实上一般安理会只推荐一人，联合国大会以鼓掌的形式通过任命。

## 组织机构

### 理事國
安理会由5个常任理事国和10个非常任理事国组成。5个常任理事国是中國（1971年10月25日聯合國大會第2758號決議通過之後，實際控制中國大陸的中華人民共和國政府接替實際控制台澎金馬的中華民國政府继承了中国席位）、法国、俄罗斯（1991年12月苏联解体后席位由俄罗斯联邦接替）、英国、美國。非常任理事国由联合国大会选举产生，最初为6个，1965年开始增加到10个，席位按地区分配，即亚洲2个、非洲3个、拉丁美洲2个、东欧1个、西欧及其他国家2个。非常任理事国任期2年，经选举每年更换5个，不能连选连任。根据地域分配原则，每次新选出的5个成员国中应包括来自亚洲和非洲的3个国家、一个东欧国家和一个拉美或加勒比地区国家。
安理会成员国們必须至少有一名代表常驻联合国，以确保安理会可以在任何时候召开全體会议。这个规定是从国际联盟的失败教训中學到的，因为无法快速对危机作出反应正是导致国际联盟失败的原因之一。
| · 现任联合国安全理事会理事国 · 现任轮值主席国： 巴基斯坦 |            |            |            |            |              |              |                  |              |              |
| 常任理事国                                               | 常任理事国 | 常任理事国 | 常任理事国 | 常任理事国 | 非常任理事国 | 非常任理事国 | 非常任理事国     | 非常任理事国 | 非常任理事国 |
| 常任理事国                                               | 常任理事国 | 常任理事国 | 常任理事国 | 常任理事国 | 非洲         | 亚洲与太平洋 | 拉丁美洲与加勒比 | 西欧与其他   | 东欧         |
| 中国                                                     | 法國       | 俄羅斯     | 英国       | 美国       | 阿尔及利亚 · | · 巴基斯坦   | · 巴拿马         | 丹麦 · 希腊  | 斯洛維尼亞   |

#### 常任理事國
| 国家   | 区域集团       | 现国家代表                 | 起始   | 前国家代表                                                                |
| ------ | -------------- | -------------------------- | ------ | ------------------------------------------------------------------------- |
| 中國   | 亚洲─太平洋    | 中华人民共和国             | 1971年 | 中華民國（1945－1971）                                                    |
| 法國   | 西欧和其他国家 | 法蘭西共和國               | 1958年 | 法蘭西共和國臨時政府（1945年－1946年） 法兰西第四共和国（1946年－1958年） |
| 俄罗斯 | 东欧           | 俄羅斯聯邦                 | 1991年 | 苏维埃社会主义共和国联盟（1945年－1991年）                                |
| 英國   | 西欧和其他国家 | 大不列顛及北愛爾蘭聯合王國 | 1945年 | 无                                                                        |
| 美國   | 西欧和其他国家 | 美利坚合众国               | 1945年 | 无                                                                        |

#### 否決權
根据《联合国宪章》，安理会對於非程序性事項的決議必须要常任理事国达成一致才能允许通过决议，也就是必须要五个常任理事国都不投反对票才能通过决议。
聯合國安理會5個常任理事國都擁有都對非程序事項之決議的否決權，只要其中任何一國反對該提案，即使其他4個常任理事國甚至其餘14個理事國全部贊成，該提案也無法在安理會通過。

联合国区域集团各小组在安理会占得席位图示。以上图表将美国算作西欧及其他组，其他特殊国家按照投票时参与的地区组划分。
非洲组
亚洲-太平洋组
东欧组
拉丁美洲和加勒比国家组 (GRULAC)
西欧和其他国家组 (WEOG)

2022年4月26日起，任何常任理事国动用否决权後，聯合國大會将在10天内自动召开会议討論，而所有联合国成员都可以对行使否决权的行动进行审查和评论。

#### 非常任理事国
非常任理事国与常任理事国共同担负着维持国际安全的主要责任，包括促进和平解决国际及地区争端、制定应对威胁和平及侵略行为的办法、起草报告等。非常任理事国在安理会有常驻代表，在安理会定期会议时可派特别代表与会，与常任理事国共同制定安理会议事规则，包括推选主席方法。非常任理事国没有常任理事国拥有的一票否决权。為選舉制，任期两年，不能連任。截止2016年担任非常任理事国次数最多的国家为日本（11次）、巴西（10次）和阿根廷（9次）。
| 任期   | 非洲       | 非洲 | 非洲     | 亚洲与太平洋地区 | 亚洲与太平洋地区 | 东欧       | 拉丁美洲 与加勒比国家 | 拉丁美洲 与加勒比国家 | 西欧 与其他 | 西欧 与其他 |
| ------ | ---------- | ---- | -------- | ---------------- | ---------------- | ---------- | --------------------- | --------------------- | ----------- | ----------- |
| 2024年 | 阿尔及利亚 |      |          |                  |                  | 斯洛維尼亞 |                       |                       |             |             |
| 2025年 | 阿尔及利亚 |      | 巴基斯坦 | 巴拿马           | 希腊             | 斯洛維尼亞 | 丹麦                  |                       |             |             |
| 2026年 |            |      | 巴基斯坦 | 巴拿马           | 希腊             |            | 丹麦                  |                       |             |             |

### 下设委员会

#### 常设委员会
目前有三个常设委员会，均由安理会所有理事国的代表组成。
1. 议事规则专家委员会（就议事规则和其他技术性事项进行研究并提出意见）
2. 接纳新会员国委员会
3. 安全理事会在总部以外地点开会问题委员会

#### 特设委员会
特设委员会视需要而设立，由安理会所有成员组成，举行非公开会议。
- 理事会在总部以外地点开会问题委员会
- 第692(1991)号决议所设联合国赔偿委员会理事会
- 第1373(2001)号决议所设立的反恐怖主义委员会

#### 制裁委员会
- 第1343(2001)号决议所设委员会
- 第1298(2000)号决议所设委员会
- 第1267(1999)号决议所设委员会
- 第1160(1998)号决议所设委员会
- 第1132(1997)号决议所设委员会
- 第985(1995)号决议所设委员会
- 第918(1994)号决议所设委员会（已停止）
- 第864(1993)号决议所设委员会
- 第751(1992)号决议所设委员会
- 第748(1992)号决议所设委员会（已停止）
- 第661(1990)号决议所设委员会（已停止）

## 议事规则
根据联合国宪章第27条，安理会每一理事国均有一票。关于程序性事項的决定以十五个理事国中至少九个理事国的赞成可决票通过，而非程序性事項同时還需要五个常任理事国都同意时（现在默认为无反对时）才有效，这就是“大国一致”规则，通常称为“联合国安全理事会否决权”。关于程序问题的决定仍需九票通过，然而五个常任理事国没有否决权。
根据宪章，联合国所有会员国同意接受并执行安理会的决定。联合国其他机构只是向各国政府提出建议，唯有安理会有权作出根据《宪章》规定各会员国必须执行的决定。
安理会每年举行两次定期会议，在联合国安理会主席认为必要，或经大会、秘书长或任何理事国的建议或请求，可随时召集会议。联合国大会根据安理会的推荐任命联合国秘书长。安理会会议一般在联合国总部举行。

## 主席国
| 轮值月 | 轮值主席国 |
| 1月    | 阿尔及利亚 |
| 2月    | 中国       |
| 3月    | 丹麦       |
| 4月    | 法國       |
| 5月    | 希腊       |
| 6月    |            |
| 7月    | 巴基斯坦   |
| 8月    | 巴拿马     |
| 9月    |            |
| 10月   | 俄羅斯     |
| 11月   |            |
| 12月   | 斯洛維尼亞 |

## 会议厅变迁

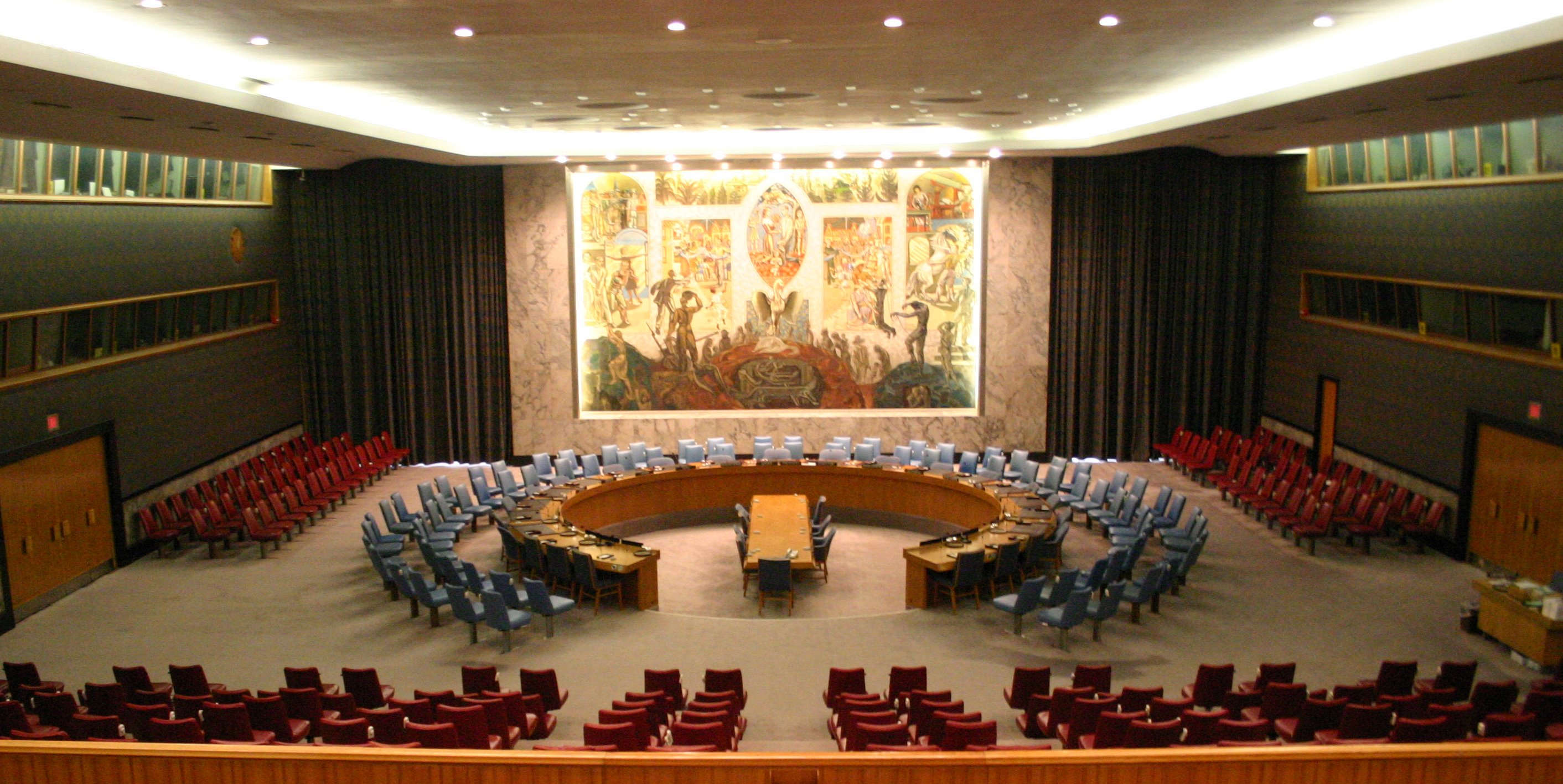
现时的会议厅

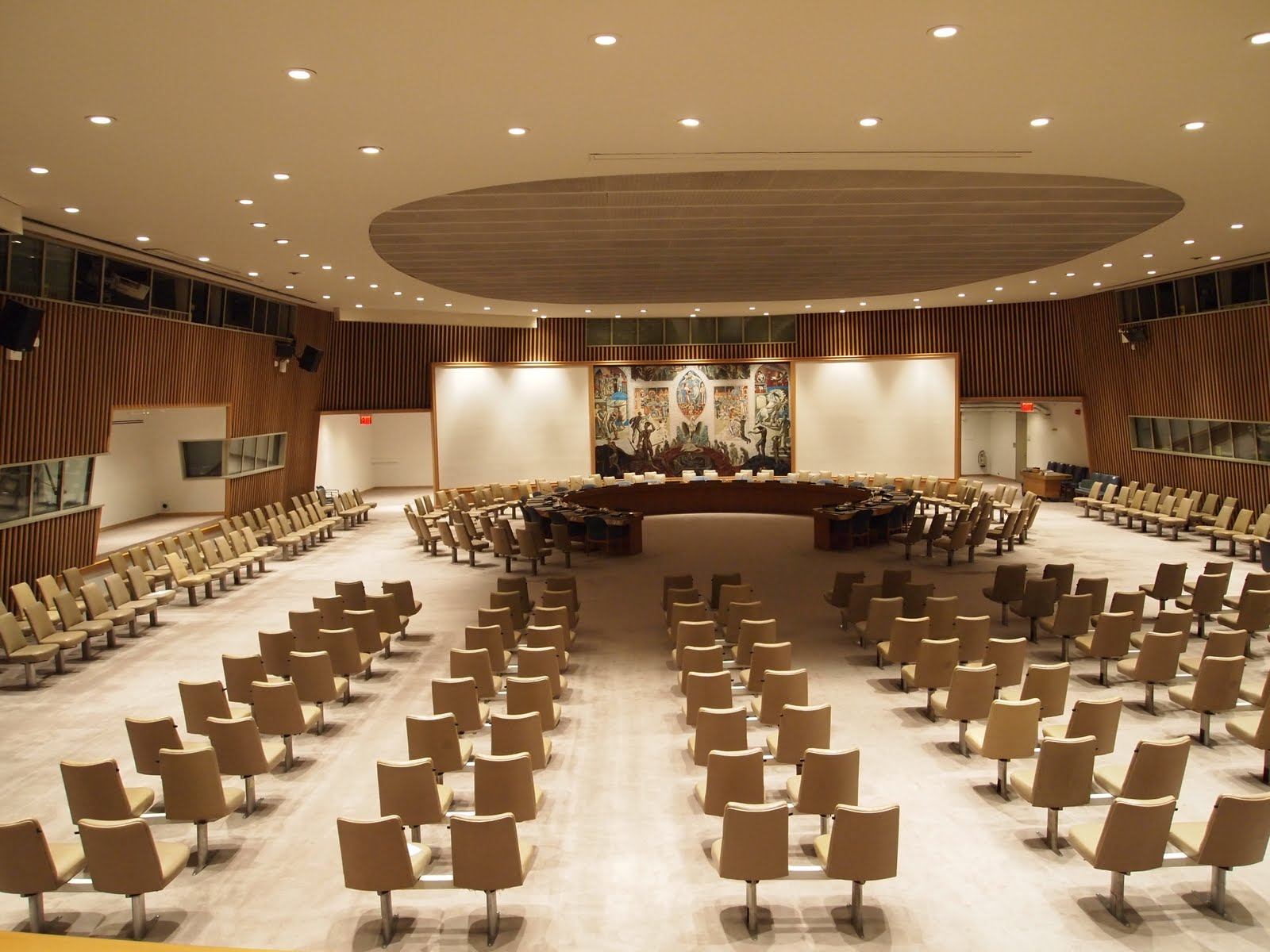
临时会议厅

现时的会议厅由挪威政府资助建设，自1952年开始使用，直至2010年3月联合国建筑翻修工程期间暂停使用，2013年6月恢復使用。马蹄形會議桌周圍有階梯，中央有一直排桌。該會議廳見證了中國代表权更替、蘇東劇變、伊拉克戰事等。
临时会议厅，于联合国建筑翻修工程期间（2010年3月至2013年5月）使用，位于联合国秘书处大楼地下室的会议室。除了发言代表的座位仍为蓝色外，其余被改成黄色。马蹄形会议桌中间的直桌被撤走。在這個會議室內，安理會曾經通過了第1973號決議，決定對利比亞內戰進行介入。